# Managementberatung
Die Managementberatung oder auch Strategieberatung (engl. Management Consulting) ist eine Teildisziplin der Unternehmensberatung, die sich mit den Problemstellungen des Managements von Unternehmen beschäftigt und dieses bei der Lösungsfindung berät. Ferner können auch Regierungen, Behörden, internationale Institutionen und Existenzgründer zum Kundenkreis gehören.
Themenschwerpunkte der Managementberatung sind insbesondere:
- Strategie, z. B. Konzern-, Wettbewerbs- und Wachstumsstrategien, Geschäftsmodelle, Transaktionen
- Organisation, z. B. Restrukturierung, Kostensenkung, Prozessoptimierung, Organisationsentwicklung
- Führung, z. B. Unternehmenskultur, Leadership, Managementsysteme, Personalentwicklung
- Produktion, z. B. Produktionsprogramm, Produktivitätssteigerung, Lean Management
- Logistik, z. B. Beschaffung, Supply Chain Management, Effizienzsteigerung
- Marketing, z. B. Markenmanagement, Produktmanagement, Pricing, Vertriebspolitik, PR, Kundenmanagement

Hiervon ausgehend, lässt sich die Managementberatung von den anderen Teilbereichen der Unternehmensberatung abgrenzen. Aufgrund ihrer anspruchsvollen Klientel und der Komplexität der Fragestellungen gilt die Managementberatung als „Königsdisziplin“ innerhalb der Unternehmensberatung. So erzielen Managementberater im Vergleich zu anderen Beratungsdienstleistern die mit Abstand höchsten Tageshonorare.
Dementsprechend hoch sind die Anforderungen an diesen Personenkreis, insbesondere im Bereich der Methodenkompetenz. So geht aus Mitteilungen von internationalen Managementberatungen wie der Boston Consulting Group oder McKinsey hervor, dass lediglich etwa zwei Prozent aller Bewerber den Einstellungskriterien genügen und den Sprung dorthin schaffen.
Weitere bekannte, international tätige Managementberatungen sind Bain & Company, Strategy& (vormals Booz & Company) und Roland Berger Strategy Consultants. Diese Gesellschaften decken ein breites Themenspektrum an Beratungsleistungen ab und haben Kompetenzen in einer Vielzahl von Branchen aufgebaut. Daneben gibt es spezialisierte Managementberatungen, die sich auf ein bestimmtes Themengebiet oder eine bestimmte Branche fokussieren, wie etwa Simon, Kucher & Partners, Zeb oder Horváth & Partners.
Zu unterscheiden sind klassische Managementberatungen von den IT-Beratungen wie Accenture, IBM oder Capgemini, deren Aufgabenspektrum sich vorwiegend im Umfeld neuer Technologien und der digitalen Transformation bewegt.